# Spinalonga
Spinalonga (grško Σπιναλόγκα) je otok v zalivu Elounda, severovzhodna Kreta, v občini Agios Nikolaos|, Lasiti, poleg mesta Plaka na območju Kalidon. Je blizu polotoka Spinalonga ("velika Spinalonga") – kar pogosto povzroča zmedo, saj se za oba uporablja isto ime.
Po beneški vladavini, ko je bil otok utrdba, je otok postal kolonija gobavcev.

## Izvor imena
Po beneških dokumentih izvira ime otoka iz grškega izraza grško στην Ελούντα, latinizirano: stin Elounda (kar pomeni 'Eloundi'). Benečani izraza niso mogli razumeti, zato so ga udomačili v svojem jeziku in ga poimenovali spina 'trn' longa 'dolg', izraz, ki so ga ohranili tudi domačini. Benečane je za ta izraz navdihnilo ime istoimenskega otoka v bližini Benetk, ki je danes znan kot otok Giudecca.

## Zgodovina
Zaradi svoje lege je bil otok že od zgodnjih let utrjen, da bi zaščitil vhod v pristanišče starodavnega Olousa.

### Arabski napadi
Olous in s tem širša regija sta bila sredi 7. stoletja izpraznjena zaradi vpadov arabskih piratov v Sredozemlje. Olous je ostal zapuščen do sredine 15. stoletja, ko so Benečani začeli graditi soline v plitvih in slanih vodah zaliva. Pozneje je regija pridobila komercialno vrednost in postala naseljena. To je v kombinaciji s pojavno turško grožnjo, zlasti po padcu Konstantinopla leta 1453, in nenehnimi piratskimi napadi prisililo Benečane, da so utrdili otok.

### Beneška oblast
Leta 1578 so Benečani najeli inženirja Geneseja Bressanija za načrtovanje utrdb na otoku. Ustvaril je blokovske hiše na najvišjih točkah severne in južne strani otoka, pa tudi utrdbeni obroč vzdolž obale, ki je preprečil vsako sovražno izkrcanje. Leta 1579 je Provveditore generale di Candia, Luca Michiel, položil temeljni kamen utrdb, zgrajenih nad ruševinami akropole. O tem dogodku sta dva napisa, eden na nadstropju glavnih grajskih vrat in drugi na vznožju obzidja na severni strani gradu.
Leta 1584 so se Benečani, ko so ugotovili, da so obalne utrdbe zlahka osvojili sovražniki, ki so napadali z bližnjih hribov, odločili okrepiti obrambo z gradnjo novih utrdb na vrhu hriba. Nova beneška ognjena moč je imela večji doseg, zaradi česar je Spinalonga postala nepremagljiva morska trdnjava, ena najpomembnejših v sredozemskem bazenu.
Spinalonga je skupaj z Gramvouso in Soudo ostala v beneških rokah, potem ko je preostali del Krete padel v roke Osmanov v kandijski vojni (1645–1669). Leta 1715 so Spinalongo prevzeli Osmani med zadnjo osmansko-beneško vojno. Te tri utrdbe so branile beneške trgovske poti in so bile tudi koristna oporišča v primeru nove beneško-turške vojne za Kreto. Številni kristjani so našli zatočišče v teh trdnjavah, da bi ubežali preganjanju Osmanskih Turkov.

### Osmanska vladavina
Leta 1715 so Osmanski Turki zavzeli Spinalongo, prevzeli še zadnjo beneško trdnjavo in odstranili zadnjo sled beneške vojaške prisotnosti z otoka Kreta.

### Kretski upor
Ob koncu osmanske okupacije je bil otok skupaj z utrdbo v Ierapetri zatočišče številnih osmanskih družin, ki so se bale krščanskih povračil. Po revoluciji leta 1866 so na otok prišle druge osmanske družine iz celotne regije Mirabello. Med kretskim uporom leta 1878 krščanski kretski uporniki niso zavzeli le Spinalonge in trdnjave v Ierapetri. Leta 1881 je 1112 Otomanov ustanovilo svojo skupnost. Leta 1903 so zadnji Turki zapustili otok.

### Kolonija gobavcev iz 20. stoletja
Otok je bil od leta 1903 do 1957 uporabljen kot kolonija gobavcev. Zadnji prebivalec, duhovnik, je otok zapustil šele leta 1962, da bi ohranili grško pravoslavno tradicijo spomina na pokopano osebo 40 dni, 6 mesecev, 1 leto, 3 leta in 5 let po njihovi smrti. V Spinalongo sta bila dva vhoda, eden je bil vhod za gobavce, predor, znan kot Dantejeva vrata. To je bilo tako imenovano, ker pacienti niso vedeli, kaj se bo z njimi zgodilo, ko bodo prispeli.
Ko so bili na otoku, so prejeli hrano, vodo, zdravstveno oskrbo in socialno varnost. Prej takšne ugodnosti niso bile na voljo bolnikom z gobavostjo na Kreti, saj so večinoma živeli v jamah na tem območju, stran od civilizacije.
Po razpustitvi kolonije gobavcev je Spinalonga potonila v pozabo. Zanimanje zanjo je oživelo delo ljudi, kot je Maurice Born.
Spinalonga je bila ena zadnjih aktivnih kolonij gobavcev v Evropi. Drugi, ki so preživeli, so Tičilești v vzhodni Romuniji, Fontilles v Španiji in Talsi v Latviji. Od leta 2002 je v Evropi ostalo le malo lazaretov.

## Spinalonga danes
Danes je nenaseljen otok priljubljena turistična atrakcija na Kreti. Poleg zapuščene kolonije gobavcev in trdnjave je Spinalonga znana po majhnih prodnatih plažah in plitvi vodi. Otok je zlahka dostopen iz Plake, Elounde in Agios Nikolaosa. Turistični čolni odplujejo iz vseh treh mest vsak dan, vsakih 30 minut iz Elounde. Ker na Spinalongi ni prenočišč, ogledi trajajo le nekaj ur.
Spinalonga je v obravnavi, da bi postala Unescova svetovna dediščina.

## V popularni kulturi
L'Ordre, iz leta 1973, je dokumentarni film Jean-Daniela Polleta, ki se osredotoča na zapuščeno kolonijo gobavcev, še posebej na artikuliranega in prepričljivega vodjo kolonije, Raimondakisa. 
Spinalonga je nastopila v britanski televizijski seriji iz leta 1977 Who Pays the Ferryman? in eksperimentalni kratki film Wernerja Herzoga Last Words.
To je (neimenovano) prizorišče kratke zgodbe Alija Smitha The Touching of Wood (v Free Love and Other Stories, 1995). 
To je prizorišče romana Otok iz leta 2005 Victorie Hislop, zgodbe o družinskih povezavah s kolonijo gobavcev. Knjiga je bila prilagojena za televizijo v televizijski seriji To Nisi pri Mega Channel Grčiji.
Kratka zgodba Spinalonga Johna Warea o turistični skupini, ki obišče otok, je bila vključena v 13. Pan Book of Horror.